# طوبولوجيا غير تبادلية
الطوبولوجيا غير التبادلية في الرياضيات هي مصطلح ينطبق على الجزء الجبري الأصلي C*-من برنامج الهندسة غير التبادلية. وكانت أصول نشأة البرنامج في تمثيل غيلفاند بينطوبولوجيا الفضاءات المتراصة والبنية الجبرية الأجزاء الجبرية التبادلية C*.
ويمكن صياغة خصائص طوبولوجية عديدة كخصائص للأجزاء الجبريةC*-بدون الرجوع إلى التبادل أو الفضاء الضمني، ومن ثم يكون هناك تعميم فوري لهذه الخصائص.
ومن بين هذه الخصائص تراص الفضاء (بوصفه جبريًا موحدًا) والبعد والعناصر الجبرية الفئة الحقيقية أو الثابتة) والفضاء المتصل و(الفضاء غير البارز) ونظرية-K. لذلك فإننا ننظر إلى الأجزاء الجبرية غير التبادلية*-كدالات جبرية في «الفضاء غير التبديلي» الذي لا وجود له كلاسيكيًا.
إحدى الأدوات الرئيسية في هذا المجال هي نسخة منمدلل لنظرية K يُطلق عليه نظرية KK. وهناك منتج تكويني لهذه الأداة
{\displaystyle KK(A,B)\times KK(B,C)\rightarrow KK(A,C)}
حيث تُعتبر البنية الدائرية لهذه الأداة في نظرية K العادية حالة خاصة. ويقدم هذا المنتج بنية فئة إلى نظرية KK. وقد كان المنتج مرتبطًا المتوافقات للمتغيرات الجبرية math.QA/0512138</ref>